# Škvořetice
Škvořetice är en ort i Tjeckien.   Den ligger i regionen Södra Böhmen, i den centrala delen av landet, 80 km söder om huvudstaden Prag. Škvořetice ligger 459 meter över havet och antalet invånare är 311.
Terrängen runt Škvořetice är platt. Runt Škvořetice är det ganska glesbefolkat, med 40 invånare per kvadratkilometer. Närmaste större samhälle är Písek, 17,7 km sydost om Škvořetice. Trakten runt Škvořetice består till största delen av jordbruksmark.